# Take It Easy (musique)
Pour les articles homonymes, voir Take It Easy.
Take It Easy (reste cool, ne t’inquiète pas, prend le bien, en anglais) est un standard de jazz big band américain, composé par Duke Ellington en 1928. 

## Historique
Ce standard de jazz des années 1920, est un des premiers nombreux succès du répertoire des débuts de la longue carrière de Duke Ellington (1899-1974).

Duke Ellington et son orchestre big band jazz
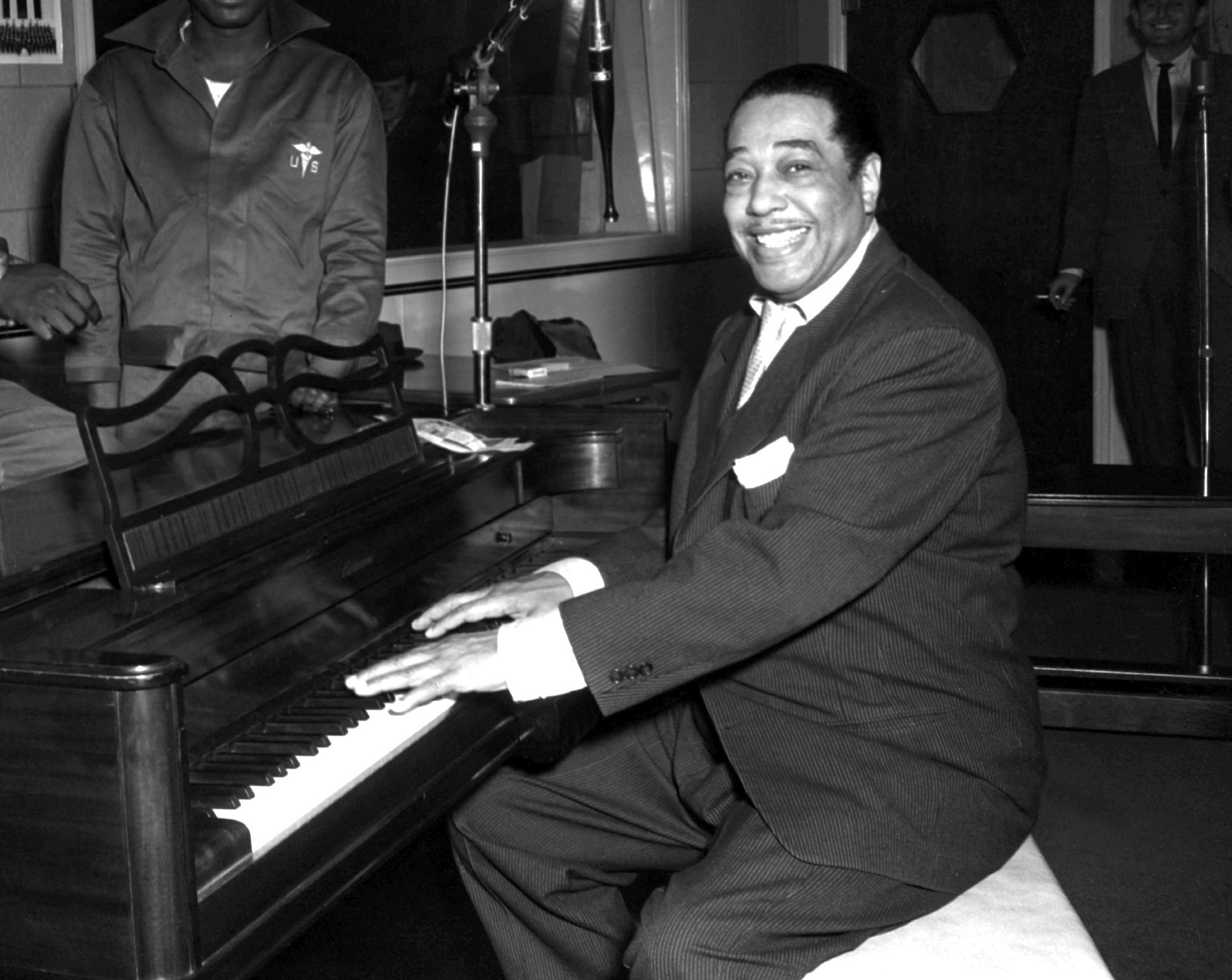
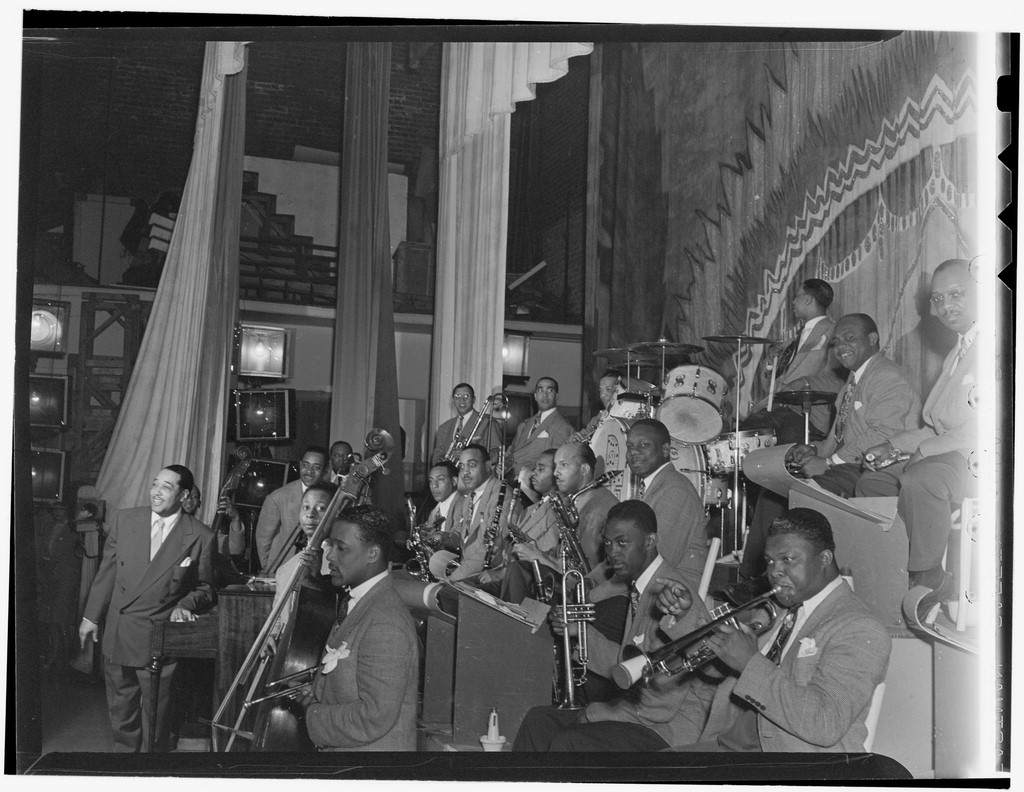
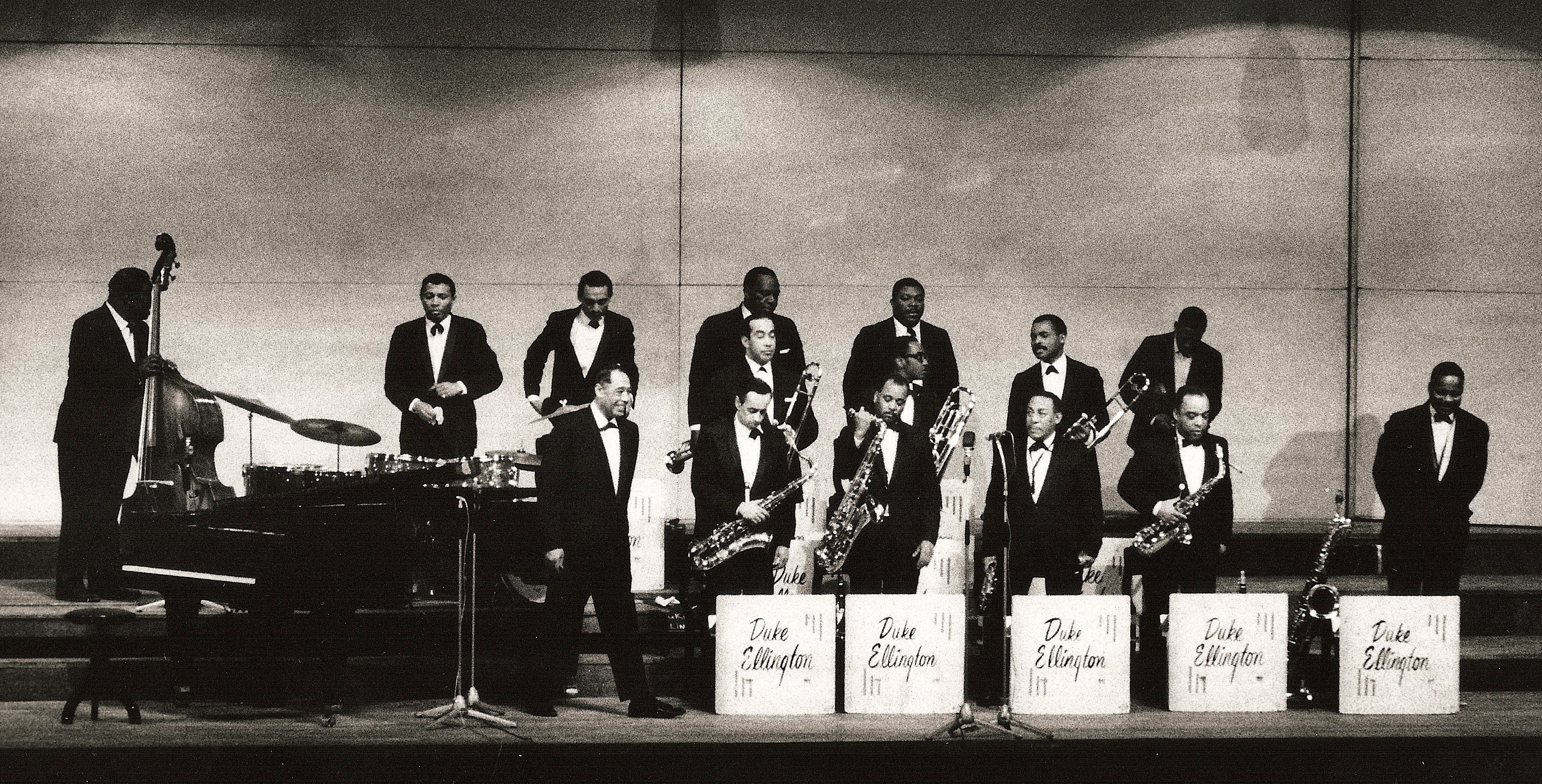

Il est enregistré sous divers versions, entre autres chez Brunswick Records (01778) à New York le 19 janvier 1928, en version « Style Jungle », inspiré du Jazz Nouvelle-Orléans-Dixieland, avec ses « effets Ellington » caractéristiques, dont ses effets wha-wha de sourdines des deux trompettistes Bubber Miley et Joe Nanton de son big , ainsi qu'en version piano stride-ragtime...